# Satz von Itō-Nisio
Der Satz von Itō-Nisio ist ein mathematischer Satz aus der Stochastik, der die Konvergenz in Banach-Räumen charakterisiert. Er zeigt die Äquivalenz der Konvergenzarten für Summen von unabhängigen und symmetrischen Zufallsvariablen in Banach-Räumen. Der Satz führt zu einer Verallgemeinerung der Wiener-Konstruktion der brownschen Bewegung und folglich zu einer neuen Definition der brownschen Bewegung.
Die Aussagen des Theorems wurden ursprünglich in zwei Varianten formuliert, eine Aussage für symmetrische Verteilungen und eine für allgemeine Verteilungen, wobei heute der symmetrische Fall als Satz von Itō-Nisio bezeichnet wird. Die Symmetrie-Eigenschaft benötigt man, da man in einem unendlichdimensionalen Raum ist.
Der Satz wurde 1968 von den japanischen Mathematikern Itō Kiyoshi und Makiko Nisio bewiesen.

## Satz von Itō-Nisio

### Vorbereitung
Sei {\displaystyle (E,\|\cdot \|)} ist ein separabler Banach-Raum über {\displaystyle \mathbb {R} } mit der durch die Norm induzierten Topologie und {\displaystyle E^{*}} sein Dualraum.
Mit {\displaystyle X:\Omega \to E} bezeichnen wir eine {\displaystyle E}-Zufallsvariable, das heißt eine Banach-wertige Zufallsvariable. Mit {\displaystyle \langle z,S\rangle :={}_{E^{*}}\langle z,S\rangle _{E}} bezeichnen wir die duale Paarung.

### Aussage
Seien {\displaystyle X_{1},\dots ,X_{n}} unabhängige und symmetrische {\displaystyle E}-Zufallsvariablen auf demselben Wahrscheinlichkeitsraum. Sei {\displaystyle S_{n}=\sum _{i=1}^{n}X_{n}} deren Summe und {\displaystyle \mu _{n}} das Wahrscheinlichkeitsmaß von {\displaystyle S_{n}}. Weiter sei {\displaystyle S} eine {\displaystyle E}-Zufallsvariable. Dann sind folgende Aussagen äquivalent:
1. {\displaystyle S_{n}\to S} konvergiert fast sicher.
2. {\displaystyle S_{n}\to S} konvergiert in Wahrscheinlichkeit.
3. {\displaystyle \mu _{n}} konvergiert in der Prochorow-Metrik.
4. {\displaystyle \{\mu _{n}\}} sind straff.
5. {\displaystyle \langle z,S_{n}\rangle \to \langle z,S\rangle } in Wahrscheinlichkeit für jedes {\displaystyle z\in E^{*}}.
6. Es existiert ein Wahrscheinlichkeitsmaß {\displaystyle \mu } auf {\displaystyle E}, so dass für jedes {\displaystyle z\in E^{*}}

{\displaystyle \mathbb {E} [e^{i\langle z,S_{n}\rangle }]\to \int _{E}e^{i\langle z,x\rangle }\mu (\mathrm {d} x).}

### Bemerkung
Für nicht-symmetrische Zufallsvariablen:
- in endlicher Dimension gilt die Äquivalenz für alle Punkte außer {\displaystyle 4} (d. h. die Straffheit von {\displaystyle \{\mu _{n}\}}),
- in unendliche Dimension gilt {\displaystyle 1\iff 2\iff 3} aber {\displaystyle 6\implies 3} gilt im Allgemeinen nicht.

## Anwendung

### Verallgemeinerte Wiener-Konstruktion der brownschen Bewegung
Sei {\displaystyle (B(t))_{t\in [0,1]}} eine brownsche Bewegung mit {\displaystyle B(0)=0}. Dann existiert ein Isomorphismus zwischen dem reellen Hilbertraum {\displaystyle L^{2}[0,1]} und dem durch die {\displaystyle B(t)} aufgespannten reellen Hilbertraum {\displaystyle CM} in {\displaystyle L^{2}(\Omega ,{\mathcal {F}},P)} (CM steht für Cameron-Martin) durch
{\displaystyle \varphi \to \int _{0}^{1}\varphi \mathrm {d} B(u)=:\xi .}
Sei {\displaystyle \{\varphi _{n}\}} eine Orthonormalbasis in {\displaystyle L^{2}[0,1]} und {\displaystyle \{\xi _{n}\}} die dazugehörige Orthonormalbasis in {\displaystyle CM}. Die {\displaystyle \{\xi _{n}\}} sind unabhängig.
Dann konvergiert die zufällige orthogonale Reihenentwicklung
{\displaystyle B_{n}(t)=\sum \limits _{j=1}^{n}b_{j}(t)\xi _{j}:=\sum \limits _{j=1}^{n}\xi _{j}\int _{0}^{t}\varphi _{j}(u)\mathrm {d} u.}
gleichmäßig zur brownschen Bewegung
{\displaystyle B_{n}(t)\to B(t)}
fast sicher.

### Definition der brownschen Bewegung
Als Folgerung der Konstruktion erhält man eine neue Definition der brownschen Bewegung.
Seien {\displaystyle \{\xi _{i}\}_{i=1}^{\infty }\sim {\mathcal {N}}(0,1)} und unabhängig, weiter sei {\displaystyle \{\varphi \}_{i=1}^{\infty }} eine Orthonormalbasis in {\displaystyle L^{2}[0,1]}. Dann konvergiert
{\displaystyle \sum \limits _{i=1}^{\infty }\xi _{i}\int _{0}^{t}\varphi _{n}(u)\mathrm {d} u,\quad t\in [0,1]}
gleichmäßig in {\displaystyle t} fast sicher zu einer brownschen Bewegung.